# Emmanuel Lejeune
Emmanuel Lejeune (29 juni 1992) is een Belgisch triatleet, aquatleet en voormalig atleet. Als atleet was hij gespecialiseerd in de lange afstand. Hij veroverde in deze twee Belgische titels.

## Biografie
Lejeune nam in 2011 op de 10.000 m deel aan de Europese kampioenschappen U20 in Tallinn. Hij werd tweede in de rechtstreekse finale. In 2013 werd hij Belgisch indoorkampioen op de 3000 m. Later dat jaar nam hij op de 10.000 m deel aan de Europese kampioenschappen U23 in Tampere. Hij werd negentiende en voorlaatste in de rechtstreekse finale. Hij werd in 2014 opnieuw Belgisch indoorkampioen. 
In 2015 stapte Lejeune over naar de triatlon en in 2018 werd hij wereldkampioen aquatlon.

## Kampioenschappen

### Internationale kampioenschappen
| Titel          | Onderdeel | Jaar |
| -------------- | --------- | ---- |
| wereldkampioen | aquatlon  | 2018 |

### Belgische kampioenschappen
Indoor Atletiek
| Onderdeel | Jaar       |
| --------- | ---------- |
| 3000 m    | 2013, 2014 |

## Persoonlijke records
Outdoor
| Onderdeel | Prestatie | Datum           | Plaats     |
| --------- | --------- | --------------- | ---------- |
| 3000 m    | 8.13,59   | 21 juli 2014    | Gent       |
| 5000 m    | 14.09,58  | 2 augustus 2014 | Ninove     |
| 10.000 m  | 29.33,23  | 30 april 2014   | Saint-Maur |

Indoor
| Onderdeel | Prestatie | Datum            | Plaats |
| --------- | --------- | ---------------- | ------ |
| 3000 m    | 8.24,58   | 15 februari 2014 | Gent   |

## Palmares

### 3000 m
- 2013:  BK AC – 8.41,31
- 2014:  BK AC – 8.24,58

### 5000 m
- 2014:  BK AC – 14.17,02

### 10.000 m
- 2011:  EK U20 in Tallinn – 31.35,19
- 2013: 19e EK U23 in Tampere – 32.15,88

### aquatlon
- 2018:  WK in Fynn